# Serra de Gúdar
La serra de Gúdar és una serralada situada als estreps orientals del Sistema Ibèric.

## Particularitats
La serra està formada per un massís d'alta muntanya entre les comarques del Maestrat aragonès i de la comarca Gúdar-Javalambre a Terol, junt també, amb la serralada de Javalambre, més al sud. Tocant a l'est amb la província de Castelló i amb el Massís del Penyagolosa, amb els últims contraforts.
La serra de Gúdar està formada per altiplanures tabulars, més conegudes com a moles. El seu pic més alt és el de Penyarroya, amb 2.019 metres sobre el nivell del mar. D'aquesta cima neixen els rius Guadalop, Millars, Linares i Alfambra; mentre que a la Serra de Javalambre compta amb el seu pic més alt, el Javalambre de 2.020 metres d'altitud, un metre més que el de Penyarroya.

## Flora
Format per abundants pinars, roures i erables que proliferen gràcies a un clima plujós i fred.

## Fauna
Existeixen nombrosos exemplars de rapaces i truites de riu, entre altres moltes espècies.

## Clima
El seu clima és molt extrem, estant caracteritzar per hiverns molt freds i estius suaus. Les precipitacions no són molt abundants, encara que són totes en forma de neu a l'hivern. Són precipitacions notablement irregulars, situant-se entre els 400 i 600 mm en les valls (depenent de l'orientació) i els 700 mm en les zones elevades.

## Poblacions
Les poblacions de les dues comarques són poc habitades, sense arribar amb prou feines, els 1.000 habitants.
La majoria de les seves poblacions conserven el tipisme urbà degut als seus traçats medievals com la població de Mosquerola; les casones de Rubiols; i, com últim per exemple, Móra de Rubiols està dividida en diferents barris medievals. Existeixen també vestigis del gòtic llevantí. Igual que el de Puertomingalvo i els castells, muralles i portalades de Rubiols, Mosquerola i Linares de Móra i la portada de l'església de Mosquerola. També en aquests mateixos pobles conserven les obres del renaixement, especial menció mereix l'església d'Alcalà de la Selva. Podem encontrar alguna mostra del barroc en l'església de Puertomingalvo; en l'ajuntament de Linares de Móra, junt amb mostres del neoclàssic en l'església parroquial de Villarluengo i la façana de l'església de Gúdar.